# 杰克·凯恩
杰克·史蒂文·凯恩（英語：Jake Steven Cain，2001年9月2日—）是一名英格蘭職業足球運動員，司職中場，現效力英乙球會斯温登。

## 球會生涯

### 利物浦
凯恩在2019年9月與球會簽下首份職業合約，並在翌年2月4日英格蘭足總盃第四輪重賽對施鲁斯伯里镇首次職業生涯上場。2020年9月29日，他在英格蘭足球聯賽錦標賽對特兰米尔流浪的比賽打進一球，取得職業生涯首顆進球，使利物浦U21隊以3-2取勝。

#### 外借至纽波特郡
2021年8月31日，他被外借到英格蘭足球乙級聯賽球會纽波特郡一個球季。他首次上場是聯賽錦標賽以2-0擊敗普利茅斯的比賽，9月14日首次代表球會在職賽上場參加1-0擊敗北安普顿的賽事。